# Route nationale 430
Pour les articles homonymes, voir Route 430.
La route nationale 430, ou RN 430, est une ancienne route nationale française reliant le col de la Schlucht à Mulhouse. Une partie de son tracé (de la Schlucht au Markstein) fait partie de la route des Crêtes.
À la suite de la réforme de 1972, la RN 430 a été déclassée en RD 430.

## Tracé

### Ancien tracé de la Schlucht à Guebwiller
- Col de la Schlucht (km 0)
- Le Hohneck (km 3)
- Rainkopf
- Col d'Hahnenbrunnen
- Le Markstein d'où part la RN 431 (km 22)
- Lac de la Lauch
- Lautenbach (km 38)
- Buhl (km 41)
- Guebwiller (km 44)

### Ancien tracé de Guebwiller à Mulhouse
De nos jours, cette route est une voie express à 2 × 2 voies et ne traverse pas d'agglomérations.
Mais autrefois elle traversait tous les villages, son ancien tracé a été renommé RD 429.
- Soultz-Haut-Rhin (km 47)

La route traversait ensuite la RN 83
- Bollwiller (km 51)
- Pulversheim (km 57)
- Mulhouse (km 66)
- Schoenensteinbach, commune de Wittenheim